# Globonectria cochensis
Globonectria cochensis är en svampart som beskrevs av Etayo 2002. Globonectria cochensis ingår i släktet Globonectria och familjen Bionectriaceae.   Inga underarter finns listade i Catalogue of Life.